# Марія Шнайдер
Марі́я Шна́йдер (фр. Maria Schneider; 27 березня 1952, Париж, Франція — 3 лютого 2011, там же) — французька акторка та модель. Найбільш відома за фільмами «Останнє танго в Парижі» з Марлоном Брандо та «Професія: репортер» з Джеком Ніколсоном.

## Біографія
Народилася 27 березня 1952 року в сім'ї французького актора Данієля Желена і фотомоделі німецько-румунського походження Марії-Христини Шнайдер (фр. Marie-Christine Schneider). Батько Марії кинув її матір практично відразу після народження доньки, причому дитину не визнав. У школі Марія підробляла моделлю, займалася живописом, вивчала грецьку і латинську мови. До 15 років її виховувала мати, а потім вона переїхала до Парижа і в 1969 році отримала першу роль в кіно.
Міжнародну популярність 19-річній Марії Шнайдер приніс фільм 1972 року «Останнє танго в Парижі» Бернардо Бертолуччі. Її партнером по фільму був Марлон Брандо. У кінострічці вона грала молоду парижанку Жанну, яка вступає в сексуальний зв'язок з американським бізнесменом середнього віку. Через відвертий зміст стрічки, що приніс Бертолуччі премію «Оскар» за найкращу режисерську роботу, фільм справив незабутнє враження на аудиторію і кінокритику та викликав хвилю обурення італійської цензури.

Пізніше, однак, стало відомо, що одна з ключових сцен фільму — сцена сексуального насильства з використанням вершкового масла — була знята без згоди Шнайдер. У 2007 році в інтерв'ю англ. Daily Mail акторка заявила:
Це не було в сценарії. Я дізналась про сцену лише за кілька хвилин до зйомки, коли Бертолуччі сказав Брандо: “Принеси масло”. Я почувалась зґвалтованою — Марлоном і Бертолуччі… Після цього я плакала справжніми сльозами. Я почувалася приниженою. І я більше ніколи не погоджувалась зніматися оголеною.
У 2013 році режисер Бернардо Бертолуччі підтвердив у відеоінтерв'ю, що **свідомо не попередив Шнайдер про сцену**, бо прагнув отримати «справжню емоцію»:
Я не сказав Марії, що буде використано масло, тому що хотів її реакції як дівчини, а не акторки. Я хотів, щоб вона почувалася приниженою. І вона це відчула.
Ці заяви викликали значний суспільний резонанс. Багато акторів та діячів індустрії засудили такі методи зйомок. Після цього епізоду Шнайдер роками страждала від депресії, залежностей та суїцидальних думок, а також від репутації «скандальної акторки», яку активно підживлювали ЗМІ. Вона публічно говорила, що фільм «зруйнував її життя».
Після «Танго» Марія Шнайдер багато знімалася в кіно, включаючи екранізацію 1996 року відомого роману Шарлотти Бронте «Джейн Ейр», проте жодна з ролей не принесла їй такого успіху, як роль Жанни. Можливо, через «Танго» в житті Шнайдер стався душевний надрив. Їй почали пропонувати ролі, що обов'язково передбачають оголення. Акторка почала пити, вживати наркотики, її ім'я все частіше з'являлося в скандальній світській хроніці. Кілька разів намагалася вчинити самогубство, але медикам вдавалося її врятувати.
У 1976 році Шнайдер була відсторонена від зйомок у фільмі Бернардо Бертолуччі «Двадцяте століття», яке могло б стати наступною віхою в її кар'єрі. У 1977 році вона була повторно відсторонена від зйомок у фільмі Луїса Бунюеля «Цей смутний об'єкт бажання». Головна жіноча роль Кончіти була віддана Марії Шнайдер, але вона під час зйомок вживала наркотики і в результаті була звільнена. Бунюель замінив Шнайдер двома акторками: Кароль Буке і Ангелою Моліною.
За свою кар'єру Марія Шнайдер знялася у понад 50 стрічках. Грала у Мікеланджело Антоніоні, Жака Ріветта, Рене Клемана, Франко Дзефіреллі, Енкі Білала, Марко Беллоккьо, Бертрана Бліє, знялася в культовому фільмі Сиріла Коллара «Дикі ночі» (1992); працювала на телебаченні. Останнім фільмом у кар'єрі акторки стала стрічка «Клієнтка французького жиголо» Жозіан Баласко (2008).

## Особисте життя
У 1974 році Марія Шнайдер оголосила про свою бісексуальність. У 1975 вона відмовилася від ролі Друзілли, сестри Калігули, в порнофантазії Тінто Брасса «Калігула» і перебувала у психіатричній лікарні в Римі впродовж кількох днів, щоб бути поряд зі своєю коханкою, фотографкою Джоан Таунсенд.
Марія Шнайдер померла після тривалої боротьби з раком 3 лютого 2011 в Парижі у віці 58 років. Похована на цвинтарі Пер-Лашез.

## Фільмографія
| Рік       |    | Українська назва             | Оригінальна назва          | Роль                     |
| --------- | -- | ---------------------------- | -------------------------- | ------------------------ |
| 1970      | ф  | Медлі                        | Madly                      |                          |
| 1971      | ф  | Ноги в повітрі               | Les jambes en l'air        | Сара                     |
| 1972      | ф  | Гелле                        | Hellé                      | Ніколь                   |
| 1972      | ф  | Що за спалах!                | What a Flash!              |                          |
| 1972      | ф  | Останнє танго в Парижі       | Ultimo tango a Parigi      | Жанна                    |
| 1972      | ф  | Стара діва                   | La vieille fille           | Мом                      |
| 1973      | ф  | Дорогі батьки                | Cari genitori              | Антонія                  |
| 1973      | ф  | Карусель                     | Reigen                     | дівчина                  |
| 1975      | ф  | Няня                         | La baby sitter             | Мішель                   |
| 1975      | ф  | Професія: репортер           | Professione: reporter      | дівчина                  |
| 1977      | ф  | Віоланта                     | Violanta                   | Лаура                    |
| 1978      | ф  | Подорож до саду покійних     | Voyage au jardin des morts | Іполіт                   |
| 1978      | ф  | Я належу собі                | Io sono mia                | Суна                     |
| 1979      | ф  | Подібно Єві                  | Een vrouw als Eva          | Ліліана                  |
| 1979      | ф  | Виверт                       | La dérobade                | Малуп                    |
| 1980      | ф  | Мама Дракула                 | Mama Dracula               | Ненсі Гаваї              |
| 1980      | ф  | Біла подорож                 | Weiße Reise                |                          |
| 1980      | ф  | Ненависть                    | Haine                      | Мадлен                   |
| 1981      | ф  | Пісня нелюбого               | La chanson du mal aimé     |                          |
| 1981      | ф  | Карусель                     | Merry-Go-Round             | Лео                      |
| 1981      | ф  | Сезон миру в Парижі          | Sezona mira u Parizu       | Елен                     |
| 1982      | ф  | У пошуках Ісуса              | Cercasi Gesù               | Франческа                |
| 1983      | ф  | Програні м'ячі               | Balles perdues             | Вера                     |
| 1985      | тф | Пісня для Європи             | A Song for Europe          | Мадлен Дьєр              |
| 1987      | ф  | Домашній арешт               | Résidence surveillée       | Селін Фонтен             |
| 1988      | тф |                              | Silvia è sola              |                          |
| 1989      | ф  | Бункер «Палас-готель»        | Bunker Palace Hôtel        | Мюріель                  |
| 1989—2008 | с  | Комісар Наварро              | Navarro                    | Саміра                   |
| 1991      | ф  |                              | Écrans de sable            | Сара                     |
| 1991      | ф  | Засудження                   | La condanna                | фермерка                 |
| 1991—2005 | с  | Мегре                        | Maigret                    | мадам Бурсіко            |
| 1992      | ф  | В країні Джульєт             | Au pays des Juliets        | Раїсса                   |
| 1992      | ф  | Дикі ночі                    | Les nuits fauves           | Норія                    |
| 1993      | тф | Перевірка ідентичності       | Contrôle d'identité        | Лейла Шауен              |
| 1996      | ф  | Джейн Ейр                    | Jane Eyre                  | Берта                    |
| 1998      | ф  |                              | Something to Believe In    | Марія                    |
| 1998      | тф | Трістан та Ізольда           | Il cuore e la spada        | Королева Ірландії Маґа   |
| 1998      | тф | Чорний ангел                 | Angelo nero                | Юлія Майфер              |
| 2002      | ф  | Розкаяння                    | La repentie                | сестра Шарлотти          |
| 2004      | ф  |                              | Au large de Bad Ragaz      | Анна                     |
| 2006      | ф  |                              | Perds pas la boule!        | Тельда                   |
| 2006      | ф  | Яке кохання                  | Quale amore                |                          |
| 2007      | ф  | Життя артиста                | La vie d'artiste           | дружина Жозефа Костальса |
| 2007      | ф  | Ключ                         | La clef                    | Соланж                   |
| 2008      | ф  | Клієнтка французького жиголо | Cliente                    | Марі-Елен                |

## Визнання
1 червня 2010 року Марія Шнайдер була удостоєна ордена Мистецтв та літератури.
| Нагороди та номінації Марії Шнайдер | Нагороди та номінації Марії Шнайдер         | Нагороди та номінації Марії Шнайдер         | Нагороди та номінації Марії Шнайдер |
| Рік                                 | Категорія                                   | Фільм                                       | Результат                           |
| ----------------------------------- | ------------------------------------------- | ------------------------------------------- | ----------------------------------- |
| Премія «Давид ді Донателло»         |                                             |                                             |                                     |
| 1973                                | Спеціальний «Давид ді Донателло» за кар'єру | Спеціальний «Давид ді Донателло» за кар'єру | Перемога                            |
| Національна спілка кінокритиків США |                                             |                                             |                                     |
| 1974                                | Найкраща акторка                            | Останнє танго в Парижі                      | Номінація                           |
| Премія «Сезар»                      |                                             |                                             |                                     |
| 1980                                | Найкраща акторка другого плану              | Виверт                                      | Номінація                           |